# Новосілля (Володимирівська сільська громада)
Новосі́лля — село в Україні, у Володимирівській сільській громаді Баштанського району Миколаївської області. Населення становить 110 осіб.

## Населення

### Мова
Розподіл населення за рідною мовою за даними перепису 2001 року:
| Мова       | Відсоток |
| ---------- | -------- |
| російська  | 55,46%   |
| українська | 43,64%   |
| румунська  | 0,90%    |